# Polyclysta gonycrota
Polyclysta gonycrota är en fjärilsart som beskrevs av Louis Beethoven Prout 1932. Polyclysta gonycrota ingår i släktet Polyclysta och familjen mätare. Inga underarter finns listade i Catalogue of Life.